# Bonjour tristesse (film, 2024)
Pour les articles homonymes, voir Bonjour tristesse (homonymie).
Pour plus de détails, voir Fiche technique et Distribution.
Bonjour tristesse est un film dramatique germano-québécois réalisé par Durga Chew-Bose (de) et sorti en 2024.
Il s'agit d'une adaptation du roman Bonjour tristesse de Françoise Sagan paru en 1954.

## Synopsis
Cécile, 17 ans, et son père veuf Raymond passent l'été dans une villa sur la Côte d'Azur. Ils sont accompagnés par Elsa, l'actuelle maîtresse de Raymond.
Le doux farniente prend toutefois fin après l'arrivée de la créatrice de mode Anne, une vieille amie de la mère de Cécile, venue de Paris. Anne se lie avec Raymond et demande à Cécile de réviser ses cours au lieu de s'adonner à une liaison estivale,.

## Fiche technique
- Titre original français : Bonjour tristesse[3]
- Réalisation : Durga Chew-Bose (de)
- Scénario : Durga Chew-Bose, d'après le roman Bonjour tristesse de Françoise Sagan paru en 1954.
- Photographie : Maximilian Pittner
- Montage : Amélie Labrèche
- Musique : Lesley Barber
- Décors : François-Renaud Labarthe
- Production : Katie Bird Nolan, Lindsay Tapscott, Christina Piovesan, Noah Segal, Julie Viez, Benito Mueller, Wolfgang Mueller
- Sociétés de production : Babe Nation Films, Elevation Pictures, Barry Films, Cinenovo, Film Constellation, MIPA Management
- Pays de production :  Canada -  Allemagne
- Langue originale : anglais
- Format : couleur
- Genres : Drame
- Durée : 110 minutes
- Date de sortie :
  - Canada : 5 septembre 2024 (Festival international du film de Toronto) ; 2 mai 2025 (sortie nationale)
  - France : 16 octobre 2024 (Festival international du film de La Roche-sur-Yon)

## Distribution
- Chloë Sevigny : Anne
- Claes Bang : Raymond
- Lily McInerny : Cécile
- Nailia Harzoune : Elsa
- Aliocha Schneider : Cyril
- Nathalie Richard : Nathalie
- Thierry Harcourt : Charles Webb
- Rebecca Dayan : Frances Webb
- Moncef Farfar : Denis
- Rosalie Charrier : Mona
- Mélodie Adda : Romy

## Production
Le film est produit par Babe Nation Films (des producteurs Katie Bird Nolan et Lindsay Tapscott), Elevation Pictures (Noah Segal et Christina Piovesan), Barry Films (Wolfgang Mueller et Benito Mueller) et Cinenovo (Julie Viez). Les producteurs délégués sont Fabien Westerhoff pour Constellation Productions, Suzanne Court, Emily Kulasa ainsi que Denis Westhoff, le fils de l'auteur Françoise Sagan,,. Le tournage a eu lieu en mai 2023 à Cassis.
Maximilian Pittner photographie le film, Lesley Barber compose la musique, Amélie Labrèche s'est chargée du montage et Alice Searby des auditions. Le son a été réalisé par Ludovic Elias dit « Ludo », les décors par François Renaud-Labarthe et les costumes par Miyako Bellizzi,,.
En 1958, le roman a également été adapté au cinéma par Otto Preminger sous le titre Bonjour tristesse, avec Deborah Kerr dans le rôle d'Anne, David Niven dans celui de Raymond, Jean Seberg dans celui de Cécile et Mylène Demongeot dans celui d'Elsa.

## Accueil critique
Pour Manon Dumais dans La Presse, « Rappelant les films de Rohmer par sa légèreté apparente, ses marivaudages échangés sur la plage et son rythme languissant, Bonjour tristesse s’avère une adaptation esthétisante qui évacue certaines complexités du roman. En revanche, on y trouve intacte l’insouciance si chère à Sagan ».
Pour Cécile Mury dans Télérama, « À force de vouloir flâner dans l’air chaud et confortable de cette tranche estivale, par petites séquences élégantes et allusives, le film reste poliment à la surface de ses personnages, sans jamais vraiment semer le trouble, ni la moindre gouttelette de perversité. Bref, il ne reste plus grand-chose, dans cette saison sous les pins parasols, du subtil et cruel récit d’apprentissage écrit par Françoise Sagan ».